# Escola megárica
Escola Megárica foi uma escola filosófica fundada por Euclides de Mégara, combinava as teorias dos eleatas e dos socráticos. 

## História

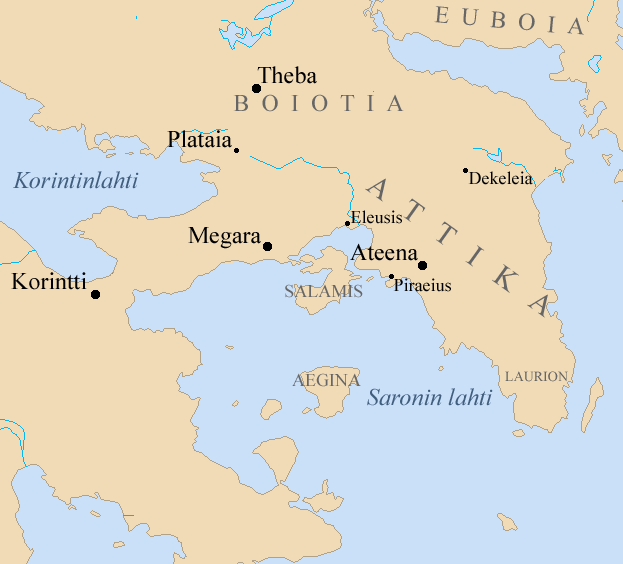
Mégara na Ática, equidistante de Atenas, Tebas e Corinto

A Escola Megárica de filosofia foi fundada por Euclides de Mégara, um dos alunos de Sócrates no final do século V a.C.. Diógenes Laércio, que escreveu um livro sobre os filósofos antigos entre os séculos III d.C. e IV d.C., aponta que Íctias (metade do século IV a.C.) e Estílipo (fim do do século IV a.C.). teriam sido sucessores de Euclides na direção da escola Mas é improvável que a Escola Megárica tenha sido uma instituição genuína e com uma posição filosófica unificada. Foi dito que os filósofos da escola foram chamados pela primeira vez de "megáricos", mais tarde foram chamados de erísticos e depois dialéticos mas é provável que estes nomes tenham designado grupos dissidentes distintos da Escola Megárica. Além de Íctias, os alunos mais importantes de Euclides foram Eubulides de Mileto e Clinômaco. Parece ter sido sob Clinômaco que uma escola dialética separada foi fundada, que colocou grande ênfase na lógica e dialética. Sobre ele foi dito ter sido "o primeiro a escrever sobre proposições e  predicados." No entanto, o próprio Euclides ensinou a lógica, e seu pupilo, Eubulides, que era famoso por empregar paradoxos foi o professor de vários dialéticos posteriores.
Diógenes Laércio diz que, através de Estípilo, a escola Megárica influenciou a Escola de Élida em Menêdemo e Asclepíades de Fliunte, mas a maior influência teria sido no estoicismo de  Zeno, o fundador da escola estoica, que estudou sob Estípilo e Diodoro Cronus, além de ter disputado com Filo, o dialético. Foram, talvez, os dialéticos Diodoro e Filo, que tiveram a maior influência sobre o desenvolvimento da lógica estoica. Zeno teria estudado sob Estípilo para aprender seus ensinamentos morais, embora Estípilo também tenha se destacado  "na invenção de argumentos e em sofismas".

## Filosofia
Euclides tinha sido aluno de Sócrates, mas os historiadores antigos também o viam como um sucessor para os eleatas, daí a sua filosofia ser vista como uma fusão do pensamento eleático e do pensamento socrático. Assim, a ideia eleática de "O Um" foi identificada com a ideia socrática de "Forma do Bem", e o oposto do Bem foi considerado por Euclides como inexistente. Mas a ênfase de seu pensamento não está no ser mas no bem, e a ideia de que o que é oposto pelo bem não existir surgir da compreensão da unidade do deus. Este tema é tipicamente socrático: o que importa é o bem moral e a boa vontade da pessoa para se esforçar alcançá-lo. Estípilo disse ter continuado a tendência eleática, afirmando um rigoroso monismo e negando toda a mudança e movimento. Também ele rejeitou a teoria das formas de Platão  Em ética, Estípilo ensinou liberdade, o auto-controle e auto-suficiência, aproximando-se dos ensinamentos dos cínicos, outra escola socrática.
Além de estudar enigmas lógicos e paradoxos, os dialéticos fizeram duas inovações tecnológicas importantes reexaminando a lógica modal e iniciando um debate importante sobre a natureza da  instrução condicional. Este foi o trabalho de Diodoro Crono e Filo, o dialético, os dois únicos membros da escola dialética de que temos informações detalhadas. Através do seu desenvolvimento de lógica proposicional, a escola dialética desempenhou um papel importante no desenvolvimento da lógica, sendo uma precursora importante da lógica estoica.